# Luis Ceravolo
Luis Ceravolo (n. Buenos Aires, Argentina, 10 de enero de 1950) es un destacado músico baterista argentino, intérprete de jazz, tango y folklore argentino. Entre los grupos que integró o formó se destacan el Octeto de Astor Piazzolla, la Banda Spinetta, La Banda, el Trío de Baby López Fürst, Folk Sin Límites, el Sexteto Luis Ceravolo, el Trío Machline-Herrera-Ceravolo y el grupo Anacrusa XXI.

## Biografía
Luis Ceravolo comenzó a estudiar piano a los 6 años y batería con Alberto Alcalá a los 11 años. A esta edad se incorporó al cuarteto de jazz de su padre, a comienzos de la década de 1960. 
En 1973 formó el grupo S.O.S. (Sonido Original del Sur), con Héctor "Fino" Bingert (saxo), su hermano Héctor Ceravolo (piano), Gustavo Bergalli (trompeta), Rubén Rada (voz y percusión) y Bo Gathu (bajo), inicialmente orientado al jazz y luego hacia la fusión con la música folklórica y el candombe. Esta formación grabó Ruben Rada y Conjunto S.O.S. en 1974 en el estudio ION de Buenos Aires.
En 1977 fue llamado por Astor Piazzolla para integrar su Octeto con el propio Piazzolla en bandoneón, Ricardo Sanz en bajo, Osvaldo Caló en órgano, Tomás Gubitsch en guitarra, Gustavo Beytelmann en piano, Chachi Ferreira en flauta y Daniel Piazzolla en sintetizador y percusión. Con el Octeto grabó un recital en vivo en el teatro Olympia de París. 
Entre 1978 y 1981 formó parte del Trío de Santiago Giacobbe (piano) y entre 1979 y 1981 integró la Banda Spinetta, durante el período jazz rock de Luis Alberto Spinetta. También formó parte en la grabación del primer álbum de Baglietto "Tiempos Difíciles"
En 1980 integró La Banda, banda formada por Rubén Rada al radicarse en Buenos Aires que interpretaba un sonido de fusión de los ritmos rioplatenses con el jazz y el rock, que también formaban Jorge Navarro (pianista) (teclados), Ricardo Sanz (bajo), Bernardo Baraj (saxo) y Benny Izaguirre (trompeta).
Entre 1984 y 1995 integró el Trío de Baby López Furst (piano), junto también a Javier Malosetti (bajo). Entre 1990 y 1994 integró el grupo Folk Sin Límites que formó Oscar Cardozo Ocampo, grabando el destacado álbum Sin límites. Entre 1998 y 2000 integró la banda Manolo Juárez. Desde 1995 en adelante dirigió el grupo musical que acompàña a Alejandra Martín.
Entre 2002 y 2006 se radicó en Barcelona. Entre 2005 y 2009 tocó con Rubén Juárez y desde 2006 integra la banda de Susana Rinaldi.
En 2008 formó el Sexteto Luis Ceravolo junto a Manuel Ochoa (piano), Alejandra Martin (voz), Sergio Liszewsky (guitarra), Juan Pablo Navarro (contrabajo), Alejandro Santos (flauta) y Horacio Romo (bandoneón) como invitado.

## Discografía (álbumes)
- 1974 - Ruben Rada y Conjunto S.O.S., S.O.S. (Sonido Original del Sur).
- 1977 - Olympia 77, Astor Piazzolla.
- 1980 - La Banda, Rubén Rada.
- 1982 - Del Otro Lado, Daniel García.
- 1982 - Tiempos difíciles, Juan Carlos Baglietto.
- 1987 - Sin límites, Oscar Cardozo Ocampo.
- 1987 - Coincidencia, López Furst-Boiarsky-Cevasco-Ceravolo.
- 1995 - All the things you are, Rubén López Fürst Trio.
- 2005 - Encordados, Anacrusa.